# Nanos punctatus
Nanos punctatus är en skalbaggsart som beskrevs av Antoine Boucomont 1937. Nanos punctatus ingår i släktet Nanos och familjen bladhorningar. Inga underarter finns listade i Catalogue of Life.